# Província de Bolu
Bolu és una província nord-occidental a la regió de la mar Negra de Turquia, a mig camí entre les ciutats grans d'Istanbul i Ankara. Ocupa una àrea de 7,410 km² i la població és 271.545 habitants.
Hi ha molt de bosc però poca zona agrícola. Hi ha una mica de producció de jardineria i producció lletera, incloent-hi bons formatges i nata. La major part d'això és consumit o es ven localment, donat que Bolu té un comerç de pas gran. La muntanya de Bolu és l'obstacle topogràfic essencial a l'autopista Ankara-Istanbul. Fou així fins al 2007, quan es va obrir el Túnel de Muntanya Bolu. La ciutat té una llarga tradició llarga de cuina d'alta qualitat. Anualment hi ha concursos de cuina a Mengen.
Els boscos, els llacs i les muntanyes són rics en fauna incloent-hi porc senglar i són molt populars entre els escaladors i excursionistes per fer sortides de cap de setmana i vacances.
Certes parts de la província són vulnerables a terratrèmols.

## Districtes
La província de Bolu es divideix en 9 districtes:
- Bolu
- Dörtdivan
- Gerede
- Göynük
- Kıbrıscık
- Mengen
- Mudurnu
- Yeniçağa

## Vistes principals
- Llac Abant, un recurs de llacs de muntanyes atractiu i fonts termals.
- Parc Nacional de Yedigöller. El nom significa " set llacs" en turc, i fa referència al nombre de llacs en aquest parc de boscos.
- Les muntanyes Köroğlu, de les quals es diu que van ser l'escenari de les proeses èpiques de Köroğlu
- Hi ha moltes fonts termals i banys minerals a la província (kaplcalar en turc)
- Kartalkaya, una de les estacions d'esquí més populars de Turquia
- Saralan . un llac alt a les muntanyes damunt Kartalkaya
- Les muntanyes Aladağ, on hi trobem l'àrea de pícnic i senderisme de Gölcük.
- Seben Çeltikler
- Mausoleu Göynük Akemseddin

Trobem ciutats interessants, entre les quals:
- Mudurnu (l'antiga vila de Modra)
- Mengen
- Gerede